# Muzeul de Arte Frumoase Zanabazar
Muzeul de Arte Frumoase Zanabazar (în mongolă Занабазарын нэрэмжит Дүрслэх урлагийн музей) este un muzeu de artă situat în Ulaanbaatar, capitala Mongoliei, și a fost fondat în 1966. Actualmente expune colecții ale maeștrilor mongoli de artă plastică din secolul al XVIII-lea până în secolul al XX-lea și lucrează în cooperare cu UNESCO pentru îmbunătățirea prezentării colecțiilor sale.

## Istorie
Clădirea în care se află muzeul a fost construită de un comerciant rus în 1905. În această perioadă a fost folosită ca bancă. În 1965, președintele Comitetului Uniunii Meșteșugarilor din Mongolia a propus ideea creării unui muzeu de artă pentru a ajuta la conservarea moștenirii Mongoliei. Pe 23 iulie 1966, muzeul s-a deschis publicului pentru prima dată. În perioada 1966-1989, expozițiile muzeului au avut loc la Moscova, Kiev, Sofia, Bratislava, Baku, Budapesta, Sankt Petersburg, Tașkent, Ulan-Ude și Erfurt. În 1968 au fost transferate circa 194 de expoziții din Republica Populară Chineză, fiind prima expoziție de artă străină. În martie 1969, 76 de lucrări au fost transferate de la Expoziția de meșteșuguri din India. În 1995, muzeul a fost numit „Muzeul Zanabazar” în onoarea lui Gombodorjiin Zanabazar.
În anii 1990, muzeul a primit diverse artefacte istorice și culturale pentru a completa colecțiile exponatelor. Într-o expoziție din 1993, muzeul a expus o colecție de obiecte religioase care au fost ascunse în perioada Republicii Populare Mongole în deșertul Gobi, care au fost recuperate. În 2015, muzeul s-a alăturat platformei Google Arts & Culture și a adăugat un tur virtual al sălilor muzeului folosind o versiune adaptată a Google Street View.

## Colecții
Muzeul are 12 săli de expoziție cu o selecție de peste 20.000 de exponate din paleoliticul inferior până la începutul secolului al XX-lea. Din 2004, muzeul a implementat cu succes proiectul UNESCO „Dezvoltarea muzeelor și protecția patrimoniului cultural nomad”, care oferă expoziție și cartografie, conservarea și protecția comorilor și instruirea personalului. Muzeul are colecții de picturi, statui, thangka, măști și costume. Muzeul conține exponate despre măști și îmbrăcăminte Tsam. Muzeul conține, de asemenea, picturi din secolul al XIX-lea de Marzan Sharav. Cea mai notabilă pictură a lui Sharav din muzeu este „O zi în Mongolia”, în plus, muzeul conține o mandală din aur și argint. Muzeul conține diverse artefacte, cum ar fi sculpturi, instrumente rituale, gravuri pe piatră, picturi budiste, seturi de cuțite și ornamente pentru cap. Conține statui ale lui Sita Tara, Bodhi Stupa și Cinci Buddha Dhayani. Are o colecție de instrumente muzicale de percuție utilizate în practicile budiste, cum ar fi Vajra, Khengereg, Kharanga, Duudaram și Damar. Muzeul prezintă o colecție de ceramică Xiongnu. Mai conține sculpturile lui Tsagaan Uvgun. Colecțiile muzeului datează din diferite perioade ale istoriei mongole în care există artefacte din perioadele Xiongnu, Uyghur și turcă, muzeul are și opere de artă ale artiștilor anonimi. De asemenea, muzeul prezintă dezvoltarea artelor plastice în Mongolia în timpul secolului al XX-lea. Deține și o șa a Imperiului Mongol.